# Бунеджах, Багдад
Багдад Бунеджах (араб. بغداد بونجاح‎; род. 30 ноября 1991, Оран) — алжирский футболист, нападающий катарского клуба «Аль-Садд» и сборной Алжира.

## Клубная карьера
Багдад Бунеджах — воспитанник клуба «РШГ Оран» из своего родного города. Летом 2011 года он стал игроком клуба алжирской Лиги 1 «УСМ Эль Хараш». 10 сентября того же года Бунеджах дебютировал в главной алжирской лиге, выйдя в основном составе в гостевом поединке против «МК Орана». В той же игре он забил свой первый гол на высшем уровне, увеличив отрыв своей команды на 78-й минуте. В сезоне 2012/13 Бунеджах с десятью забитыми мячами занял третье место в списке бомбардиров чемпионата Алжира. Летом 2013 года он перешёл в тунисский «Этуаль дю Сахель».
В первом же заграничном сезоне Бунеджах стал лучшим снайпером чемпионата Туниса с 14 голами. В следующем первенстве Туниса он записал на свой счёт 11 точных попаданий, в том числе хет-трик в гостевой игре с «Гафсой». В матче второго круга с той же «Гафсой» Бунеджах, недовольный отменой забитого мяча, толкнул главного судью, что повлекло за собой дополнительную пятиматчевую дисквалификацию, в это время алжирец лидировал с десятью забитыми мячами среди бомбардиров турнира.
2016 год Багдад Бунеджах начал, будучи уже игроком катарского «Аль-Садда». В сезоне 2016/17 алжирец стал лучшим бомбардиром чемпионата Катара с 24 голами в 20 играх. Он сделал хет-трик в игре с «Эр-Райяном» и пента-трик в матче с «Аль-Араби».

## Карьера в сборной
25 мая 2013 года Багдад Бунеджах дебютировал в составе сборной Алжира в домашнем товарищеском матче против команды Мавритании, выйдя на замену в середине второго тайма. Он был включён в состав сборной на Олимпийские игры 2016 года в Рио-де-Жанейро, где отметился забитым мячом в поединке с Гондурасом. На неудачном для алжирцев Кубке африканских наций 2017 в Габоне Бунеджах сыграл в двух матчах, выходя на замену во втором тайме.
Летом 2019 года на Кубке африканских наций в Египте, Багдад был вызван в состав своей национальной сборной. В первом матче против Кении он забил гол с пенальти на 34-й минуте, а команда одержала победу 2:0. В финальном матче против Сенегала на 2-й минуте забил гол, который и принёс Алжиру второй титул чемпионов Африки.

## Достижения

### Командные
«Этуаль дю Сахель»
- Обладатель Кубка Туниса (3): 2011/12, 2013/14, 2014/15
- Обладатель Кубка Конфедерации КАФ: 2015

 «Аль-Садд»
- Обладатель Кубка эмира Катара: 2017
- Обладатель Кубка шейха Яссима: 2017

 Алжир
- Обладатель Кубка африканских наций: 2019

### Индивидуальные
- Вошёл в символическую сборную года КАФ: 2015
- Вошёл в символическую сборную года Африки Goal: 2018
- Лучший футболист года в Алжире: 2018
- Лучший бомбардир чемпионата Туниса: 2013/2014
- Лучший бомбардир Кубка Конфедерации КАФ: 2015
- Лучший бомбардир чемпионата Катара: 2016/2017
- Лучший бомбардир Лиги чемпионов АФК: 2018
- Лучший бомбардир мира: 2018